# Csörögefánk
A csöröge vagy csörögefánk hagyományos ünnepi, főleg farsangkor fogyasztott étel. Édes, ropogós, fánktésztából készült, forró zsírban vagy olajban kisütött édesség. Magyarországon Hagyományok-Ízek-Régiók (HÍR) védjeggyel rendelkező termék. Forgácsfánk és herőce néven is ismerik. Jókai az És mégis mozog a földben pl. így ír erről: „Sőt még az is megtörténik, hogy poszpásznak barátfülét hoznak fel (amit csörögének, herőcének, forgácsfánknak, borkorcsolyának s nem tudom még mi mindenfélének is neveznek szerteszét az országban), ami napkeleti virágnyelven azt jelenti, hogy szívesen látott vendég van a háznál.”

## Története, változatai
A magyar csöröge szót legelőször 1565-ben jegyezték fel; feltehetően a forró zsírban sülő tészta hangjára vagy a keményre, szárazra sült tésztadarabok zörgésére utal. Régi ünnepi étel, melyet farsang és jeles családi események alkalmával fogyasztottak. Egyesek szerint Erdélyből terjedt el a többi magyarlakta vidéken, de más vélemények alapján a palócok között is régóta ismert volt.
A csörögéhez hasonló sütemény sok más európai népnél is hagyományos ünnepi, főleg farsangkor fogyasztott édességnek számít, így például az olaszoknál (chiacchiere), franciáknál (bugnes vagy merveilles), lengyeleknél (chrusty vagy faworki), bolgároknál (kukurini), ukránoknál (verhuni). Mongóliában és Kína északi részein is ismert. Az Egyesült Államokban a holland bevándorlók terjesztették el, cruller néven.

## Elkészítése
Vékonyra nyújtott fánktésztából rombusz alakokat vágnak, és a közepén ejtett bemetszésen egyik sarkát átfordítják. Forró olajban kisütik, majd porcukorba forgatják.